# Altınoluk (Yüksekova)
Altınoluk (kurd. Elwer) ist ein Dorf im Landkreis Yüksekova, Provinz Hakkâri. Es befindet sich im Südosten der Türkei, 5 km östlich der Kreisstadt. Altınoluk liegt auf 1900 m.
Im Jahre 2000 lebten hier 649 Menschen. Der Entwicklungsplan der Stadtverwaltung von Yüksekova für 2010–2014 gibt die gegenwärtige Zahl registrierter Einwohner mit 715 an. Landstreitigkeiten führten im Juli 2006 zu einer Schießerei und dem Tod einer Frau. In der Folge entwickelte sich eine Blutrache, der im März 2007 eine weitere Person zum Opfer fiel. 2010 verhängte ein Gericht lange Haftstrafen.